# Super-hidrofobicidade

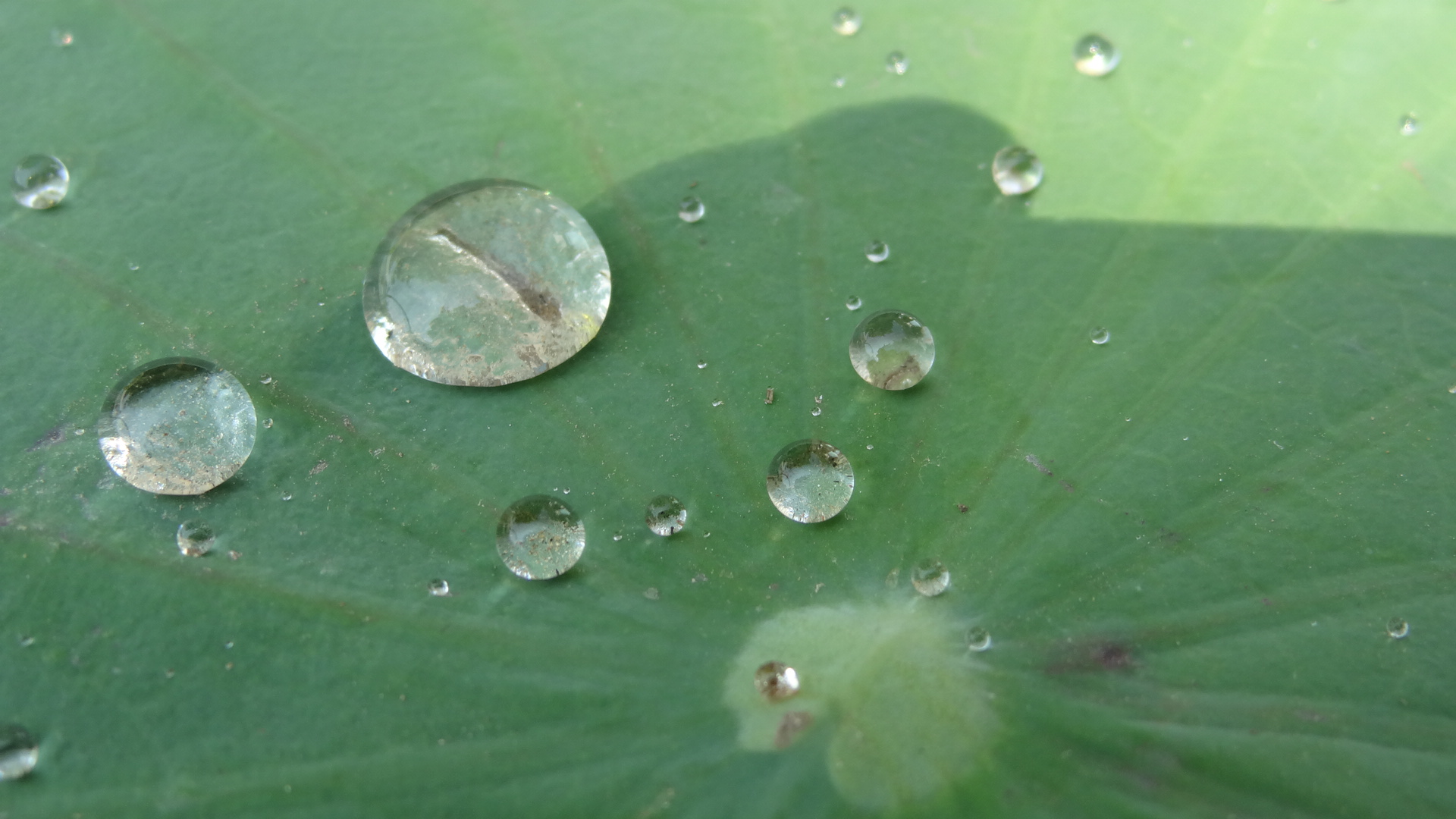
Gotículas de água em uma folha da planta de Lótus.

A super-hidrofobicidade, também grafado como superidrofobicidade, é um efeito resultante da combinação entre rugosidade e hidrofobicidade, de modo a gerar superfícies altamente hidrofóbicas, que são extremamente difíceis de molhar. Essas superfícies, que apresentam um ângulo de contato aparente com a água maior do que 150º e histerese do ângulo de contato menor do que 10º, são definidas como superfícies super-hidrofóbicas. Uma gotícula de água que atinge essa superfície pode se projetar completamente, como se fosse uma bola elástica. O efeito de super-hidrofobicidade também é conhecido como Efeito de Lótus, por ter sido inicialmente observado na superfície das folhas desta planta.

## O que é molhabilidade?
Para se entender o efeito de super-hidrofobicidade, é necessário compreender o comportamento de um líquido. As moléculas que compõem o líquido experimentam forças resultantes diferentes: as moléculas que estão no interior do líquido experimentam uma força resultante igual a zero, por estarem rodeadas por moléculas vizinhas em todas as direções, e as moléculas que estão na superfície do líquido experimentam uma força resultante diferente de zero, por não estarem rodeadas por moléculas vizinhas em todas as direções . Assim, a força resultante na superfície do líquido aponta para dentro da gotícula, criando pressão , e causando a redução da área superficial do líquido, que assume assim, um formato esférico no ar . No entanto, a maior parte das gotículas de água que observamos na natureza não apresentam um formato esférico, sendo distorcidas pela gravidade e pela interação entre a água e a superfície .
A tendência de um líquido em se espalhar sobre uma superfície sólida é definida como molhabilidade . O formato que uma gotícula de água irá assumir quando está em uma superfície sólida ideal, ou seja, lisa e quimicamente homogênea, será determinado pelas interações entre as moléculas presentes nas interfaces líquido-sólido, líquido-gás e sólido-gás, sendo que, cada uma dessas interfaces apresentarão diferentes valores de tensão superficial por unidade de área . O modelo de Young é conhecido por explicar teoricamente a molhabilidade em superfícies lisas .  

A gotícula de um líquido que está sobre uma superfície sólida rodeada por um gás forma um ângulo de contato aparente característico θ. O modelo de Wenzel explica teoricamente a molhabilidade em superfícies rugosas em que a gotícula penetra nas cavidades, enquanto que, o modelo de Cassie-Baxter explica os casos em que a gotícula não penetra nas cavidades.

Além da natureza física, que é representada pelo valor de tensão interfacial, as propriedades de molhabilidade de uma superfície também são determinadas pela rugosidade, que é característica da topologia da superfície. Estudos têm mostrado que existem diferenças entre a molhabilidade em superfícies lisas e superfícies rugosas , que são aquelas que apresentam algum tipo de estrutura, aleatória ou padronizada. Na literatura, o modelo de Wenzel explica teoricamente a molhabilidade em superfícies rugosas em que a gotícula penetra nas cavidades, enquanto que, o modelo de Cassie-Baxter explica os casos em que a gotícula não penetra nas cavidades, uma vez que estruturas muito pequenas uniformemente distribuídas na superfície criam “bolhas” de ar abaixo das gotículas depositadas, diminuindo o contato direto com a superfície . 

## Como interpretar a molhabilidade?
A molhabilidade é avaliada, principalmente, através da medida do ângulo de contato aparente e da histerese do ângulo. No entanto, em alguns casos, é necessário que seja feita ainda a medida do ângulo de deslizamento e do ângulo de desprendimento.

### Ângulo de contato aparente

Representação do ângulo de contato aparente.

A medida que quantiza a molhabilidade de uma superfície é o valor do ângulo de contato aparente. É definido como o valor entre as retas que tangenciam a superfície sólida e o menisco da gotícula do líquido . 

### Histerese do ângulo
As gotas que estão sobre uma superfície apresentam um intervalo de ângulos que variam desde um valor mínimo, chamado de ângulo de recuo, até um valor máximo, chamado de ângulo de avanço. A diferença entre esses ângulos é chamada de histerese do ângulo. A medida da histerese pode ser feita através do aumento e da diminuição do volume de uma gotícula ou ao colocar uma gotícula em um plano inclinado . Estudos mostram que, o valor de histerese do ângulo é menor do que 10º em superfícies super-hidrofóbicas .

### Ângulo de deslizamento
O ângulo de deslizamento corresponde a inclinação mínima que a superfície deve ter para que a gotícula comece a deslizar sobre ela. Para a medição, uma gotícula do líquido é colocada em uma superfície que é inclinada gradualmente a partir da posição horizontal até à queda da gotícula. Quanto maior for a hidrofobicidade da superfície, menor é o ângulo de deslizamento . Se considerarmos o modelo de Wenzel, as gotículas do líquido não deslizam, pois ficam presas nas cavidades mesmo para ângulos de deslizamento maiores. No entanto, se considerarmos os modelos de Young e de Cassie-Baxter, a gotícula do líquido desliza com mais facilidade no segundo caso, uma vez que o ar preso entre as cavidades faz com que a área de contato entre a gotícula e a superfície seja minimizada . 

### Ângulo de desprendimento
Assim como o ângulo de deslizamento, o ângulo de desprendimento também considera a inclinação da superfície. Para a medição, uma gotícula do líquido é liberada de uma altura definida sobre uma superfície previamente inclinada. O ângulo no qual a superfície é inclinada inicialmente é igual a 85º, sendo reduzido gradualmente. O menor ângulo de inclinação no qual a gotícula se desloca completamente sobre a superfície é chamado de ângulo de desprendimento. Quanto maior for a hidrofobicidade da superfície, menor é o ângulo de desprendimento . 

## Tipos de superfícies
As superfícies podem ser classificadas, de acordo com os ângulos de contato aparente que apresentam quando há água sobre elas, em hidrofílicas, hidrofóbicas e super-hidrofóbicas.  

### Superfícies hidrofílicas
As superfícies hidrofílicas são caracterizadas por grandes forças de interação entre as interfaces líquido-sólido. Isso acontece pois, normalmente, as superfícies são sólidos que têm ligações covalentes, metálicas ou iônicas . Assim, ao entrar em contato com essas superfícies, os líquidos tendem a se espalhar. Logo, uma superfície hidrofílica apresenta alta molhabilidade e, consequentemente, o valor do ângulo de contato aparente é baixo, sendo menor do que 90º .

### Superfícies hidrofóbicas
As superfícies hidrofóbicas são caracterizadas pelas forças de interação entre as interfaces sólido-líquido serem maiores do que as forças de interação entre líquido-gás e sólido-gás . A gotícula do líquido apresenta formato um pouco mais esférico quando está em contato com essa superfície, apresentando ângulo de contato aparente maiores, sendo maiores do que 90º e menores do que 150º .

### Superfícies super-hidrofóbicas
As superfícies super-hidrofóbicas apresentam molhabilidade quase nula. A gotícula do líquido apresenta formato quase completamente esférico, uma vez que a área de contato entre a superfície sólida e a gota é muito reduzida. Assim, o valor do ângulo de contato aparente é muito elevado, sendo maior do que 150º . 

## A super-hidrofobicidade e a nanociência
Se considerarmos o modelo de Cassie-Baxter, a super-hidrofobicidade é obtida através da otimização da topografia da superfície, pois as estruturas extremamente pequenas que estão uniformemente distribuídas na superfície criam "bolhas" de ar abaixo das gotículas do líquido depositadas, diminuindo o contato direto com a superfície . Estudos recentes mostram que a estabilidade do estado super-hidrofóbico pode ser otimizada pela adição de rugosidade através de estruturas em micro e nanoescala - a rugosidade em microescala reduz a área de contato entre o líquido e o sólido, enquanto a rugosidade em nanoescala ajuda a suportar a pressão necessária para manter o estado Cassie-Baxter .  
Várias tecnologias têm sido utilizadas na fabricação de superfícies super-hidrofóbicas de modo a alterar a energia superficial e adicionar rugosidade à superfície. Entre elas, destacam-se a deposição de vapor químico, a deposição de camada atômica, o processo Sol-Gel, a litografia e o plasma .  